# Cengkareng (Dżakarta Zachodnia)
Cengkareng – dzielnica Dżakarty Zachodniej. 

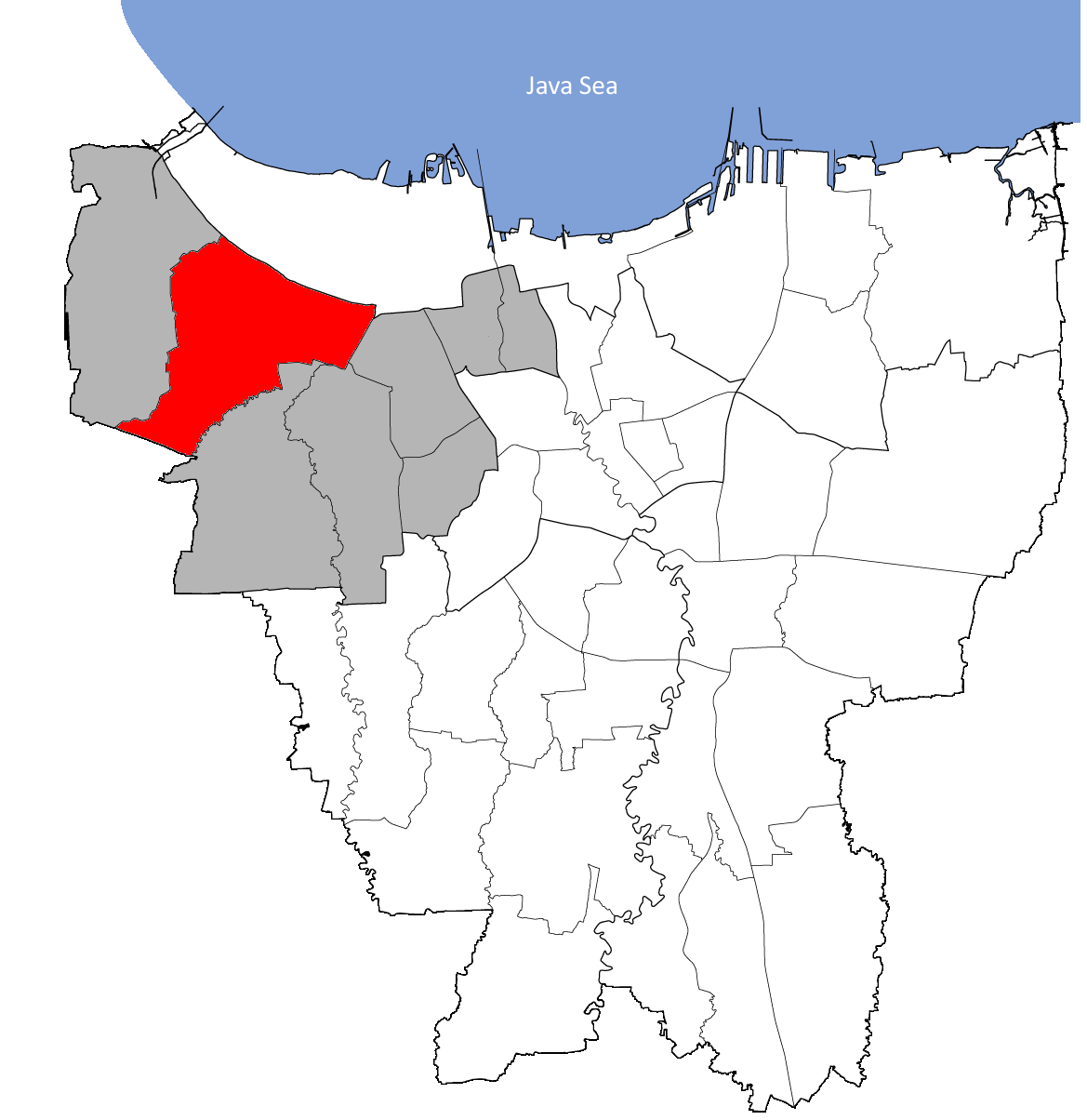
Cengkareng na mapie Dżakarty

## Podział
W skład dzielnicy wchodzi sześć gmin (kelurahan):
- Kedaung Kali Angke – kod pocztowy 11710
- Kapuk – kod pocztowy 11720
- Cengkareng Barat – kod pocztowy 11730
- Cengkareng Timur – kod pocztowy 11740
- Kosambi – kod pocztowy 11750
- Rawa Buaya – kod pocztowy 11750